# Sidney Robinson
Sidney John Robinson (ur. 1 sierpnia 1876 w Denton, zm. 3 lutego 1959 w Long Sutton) – brytyjski lekkoatleta długodystansowiec, trzykrotny medalista igrzysk olimpijskich w 1900 w Paryżu.
Na igrzyskach olimpijskich w 1900 w Paryżu zdobył trzy medale, każdy innego koloru. 15 lipca zajął 2. miejsce w biegu na 2500 metrów z przeszkodami za Kanadyjczykiem George¹em Ortonem. Następnego dnia był trzeci w biegu na 4000 metrów z przeszkodami za swymi rodakami Johnem Rimmerem i Charlesem Bennettem. Wreszcie 22 lipca 1900 drużyna mieszana w składzie: Charles Bennett, John Rimmer, Sidney Robinson, Alfred Tysoe (wszyscy: Wielka Brytania) i Stanley Rowley (Australia) zwyciężyła w drużynowym biegu na 5000 metrów. Robinson zajął w tym biegu 6. miejsce indywidualnie.
Był mistrzem Wielkiej Brytanii (AAA) w biegu z przeszkodami (różne dystanse) w 1896, 1900, 1901 i 1903, a w biegu na 10 mil w 1898 i 1900.
Rekordy życiowe na dystansach milowych, wszystkie ustanowione w roku 1898:
- 3 mile – 15.04,0 s.
- 4 mile – 20.16,0 s.
- 6 mil – 30.52,0 s.
- 10 mil – 53.12,0 s.